# Albert Bouley
Albert Bouley (* 16. September 1949 in Ravensburg; † 23. April 2013 ebenda) war ein deutscher Koch.

## Leben

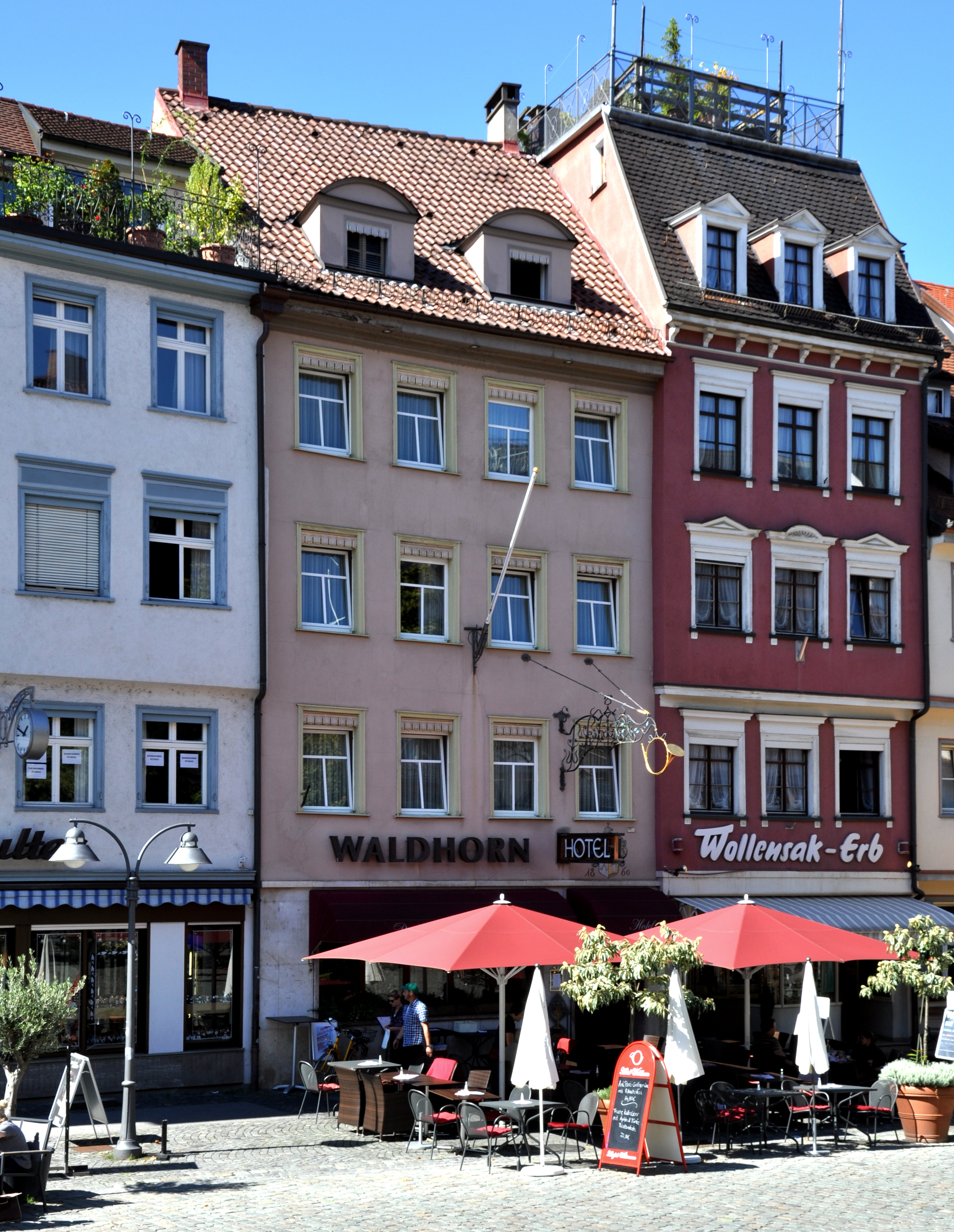
Hotel Waldhorn in Ravensburg

Albert Bouley war der zweite Sohn des 1945 als Besatzungssoldat nach Ravensburg gelangten französischen Kochs und Metzgers Henri Bouley (1920–1999) und dessen Ehefrau, Veronika Bouley-Dressel (1920–2013), einer Tochter des Ravensburger Waldhorn-Wirts Albert Dressel. Albert Bouley wurde als französischer Staatsbürger geboren und erlangte erst als Jugendlicher die deutsche Staatsbürgerschaft.
Nach der Ausbildung ab 1966 in Friedrichshafen ging Bouley 1969 zum Grand Hotel in Mürren, 1970 nach Montreux zum Eden au Lac Montreux und zum Etrier Hotel in Crans-sur-Sierre (Crans-Montana). 1971 schloss er die Hotelfachschule in Berlin als diplomierter Hotelbetriebswirt ab. Er wechselte 1972 zum National Montreux, 1973 erneut zum Etrier Hotel in Crans-sur-Sierre und 1974 zum Excelsior Montreux.
Ab 1975 war Bouley Küchenchef und Mitinhaber des elterlichen Hotels und Restaurants Waldhorn in Ravensburg. 1976 heiratete er die Hotelfachfrau Brigitte Frommlet. 
Das Waldhorn wurde jahrelang mit 17 bis 19 Punkten im Gault-Millau und von 1987 bis 2005 mit einem Michelinstern ausgezeichnet. In der Rückschau schwärmte noch der Gault Millau 2013 von den Anfängen der von französischen, asiatischen und deutschen Einflüssen inspirierten Fusionsküche Bouleys: „Im schönsten altdeutschen Restaurant der Republik erfand der in Oberschwaben naturalisierte Halbfranzose Albert Bouley das euro-asiatische Küchenwunder in seiner deutschen Ausprägung“. Tim Raue nannte Bouley den europäischen Koch, der „als Erster wirklich euro-asiatisch gekocht“ hat.
Er übte Einfluss auf zahlreiche junge Köche aus, die im „Waldhorn“ ihren Beruf erlernten oder erste Erfahrungen in der Sternegastronomie sammelten. So bezeichnete der Drei-Sterne-Koch Juan Amador das „Waldhorn“ als wichtigste Station in seinem Leben. Der Foodstylist und Schriftsteller Stevan Paul war Kochlehrling bei Bouley und verewigte ihn in mehreren Erzählungen.
Die Familie Bouley eröffnete 1991 zusätzlich zum Waldhorn das benachbarte Restaurant Rebleutehaus, das gehobene bürgerliche Küche bot. In seinen letzten Lebensjahren zog sich Bouley zunehmend von der Tätigkeit in der Waldhorn-Küche zurück und übergab die Verantwortung nach und nach an Achim Schoch. Nach Bouleys Tod übernahm Robert Heinzelmann vorübergehend die Küchenleitung im Waldhorn. Kurze Zeit später wurde das Restaurant geschlossen. Ab Herbst 2025 wird es nach Umbau als Waldhorn Wirtshaus & Events betrieben.
Als Mitglied der Altentrommler war Bouley jahrelang am Rutenfest Ravensburg aktiv. Als Hommage an ihn führte das traditionelle Rutentheater 2015 eine freie Adaption des Films Ratatouille auf, in der ein junger schwäbisch-französischer Koch mit der märchenhaften Hilfe von zwei kochkundigen Ratten eine europäisch-asiatische Fusionsküche kreiert.

## Auszeichnungen
- 1978: 1. Preis Laurent Perrier[3]
- 1984: Ehrenurkunde des Bundespräsidenten für ausgezeichnete Leistung[3]
- 1987: Aufsteiger des Jahres, Gault-Millau[3]
- 1990: Koch des Jahres, Gault Millau[13]

## Publikationen
- Aromagaren. Die besten Rezepte für den Schnellkochtopf und das Garen im Aromadampf. Hädecke, Weil der Stadt 1988, ISBN 3-7750-0182-4.
- Kochen. Die neue Schule der leichten Küche. Zabert Sandmann, Steinhagen 1989, ISBN 3-924678-12-X (Lizenzausgabe unter dem Titel Kochen – leichte Küche. Seehamer, Weyarn 1996, ISBN 3-929626-60-8).
- Kochen mit Phantasie. Kompositionen am eigenen Herd. 160 Rezepte für Feinschmecker. Heyne, München 1989, ISBN 3-453-03607-7
- Kochkunst. Hädecke, Weil der Stadt 1991, ISBN 3-7750-0216-2.
- mit Alfred Klink, Johann Lafer, Harald Wohlfahrt, Andreas Doms: Sterneküche. Profirezepte für zuhause. Hädecke, Weil der Stadt 1992, ISBN 3-7750-0234-0 (Lizenzausgabe: Bechtermünz, Augsburg 2000, ISBN 3-8289-1078-5).
- Feines aus dem Schnellkochtopf. Hädecke, Weil der Stadt 1993, ISBN 3-7750-0239-1.